# Таваканово
Тавака́ново (рос. Таваканово, башк. Тәүәкән) — присілок у складі Кугарчинського району Башкортостану, Росія. Входить до складу Тляумбетовської сільської ради.
Населення — 581 осіб (2010; 467 в 2002).
Національний склад:
- башкири — 99%